# Lastovo (traghetto)
Il Lastovo è stato un traghetto, appartenuto alla compagnia di navigazione croata Jadrolinija dal 1978 al 2025.

## Servizio
Varato il 10 dicembre 1969 nel cantiere navale Kurushima Dock Co. Ltd. di Imabari con il nome di Ishizuchi e consegnato il 6 marzo 1969 alla Shikoku Kaihatsu Ferry K.K, prende servizio nel marzo del 1970 nei collegamenti tra Kawanoe e Kōbe.
Nel 1978 viene acquistato dalla croata Jadrolinija e, ribattezzato Partizanka, viene poco dopo ribattezzato Lastovo I a causa dell'ingresso in flotta del Corsica Ferry, anch'esso ribattezzato Partizanka. Nello stesso anno prende servizio nei collegamenti tra Spalato, Hvar, Vela Luka ed Ubli.
Il 15 agosto 1993, alle 19 circa, durante la navigazione nei pressi del porto di Ubli, scoppia un incendio nella sala macchine del traghetto. Il traghetto, prontamente evacuato, riportò gravissimi danni e venne rimorchiato nel vicino porto di Vranjic. Inizialmente deputato alla demolizione, la Jadrolinija decise infine di sottoporlo ad intensi lavori di restauro, uno tra i quali, la rimotorizzazione, interamente affidata alla società croata Brodoremont Jadran. Il 4 agosto 1994, torna regolarmente in servizio.
Nel 1998 il nome viene troncato in Lastovo.
Nel 2001 viene trasferito nei collegamenti tra Spalato e Lissa.
Dal 2005 opera anche nei collegamenti tra Spalato e San Pietro di Brazza.
Da luglio 2005 opera nel periodo estivo nei collegamenti tra Spalato, Hvar, Vela Luka ed Ubli.
Nel dicembre del 2005 prende servizio nei collegamenti tra Spalato, Vela Luka e Lissa. Successivamente, opera sulla Spalato-Hvar-Vela Luka-Ubli e sulla Ubli-Spalato-Solta.

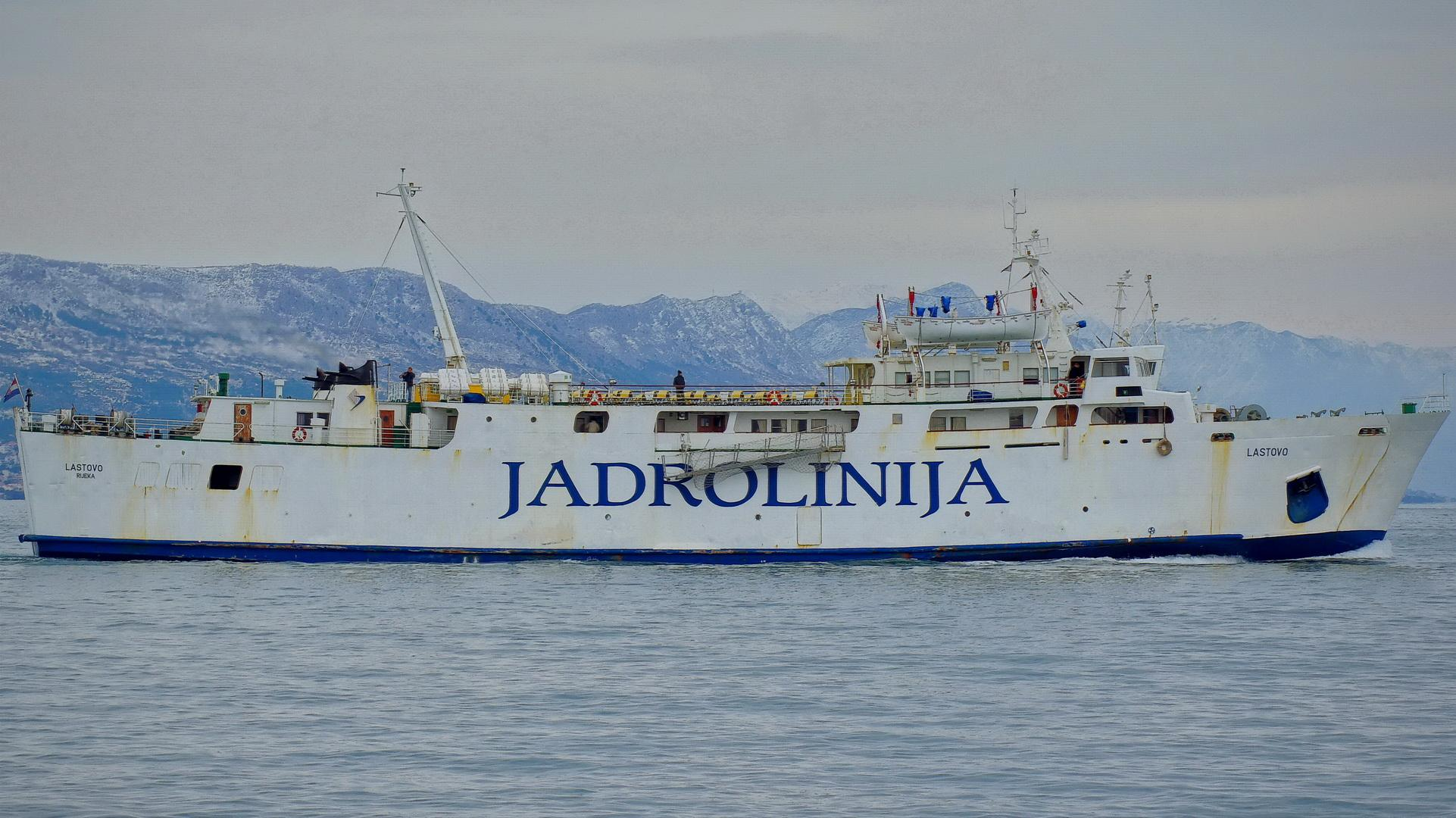
Il Lastovo in partenza da Spalato nel 2012.

Successivamente,  viene trasferito nei collegamenti tra Zara, Ist, Olib, Silba, Premuda e Mali Lošinj, dove opera fino alla radiazione.
L'11 agosto 2024, durante la sosta a Mali Losinj, il cedimento del portellone del traghetto provoca la morte di 3 marinai ed il ferimento del primo ufficiale. Successivamente al disastro e all'ingresso in flotta del nuovo Oliver, viene disarmato a Mali Losinj e messo in vendita.
L'11 aprile 2025, in seguito alla conclusione di un'asta, ne viene annunciata la vendita per demolizione.

## Navi gemelle
- Setouchi (せとうち)